# Apaga, Armavir
Apaga là một đô thị thuộc tỉnh Armavir, Armenia. Dân số ước tính năm 2011 là 1943 người.